# Бардът
„Бардът. Пиндарическа ода“ (на английски: The Bard. A Pindaric Ode) е поема от 1757 година на английския поет Томас Грей. Със сюжет, базиран на завладяването на Уелс от английския крал Едуард I в XIII век, тя е вдъхновена донякъде от изследванията на автора в областта на средновековната история и литература, донякъде от запознаването му с уелската музика за арфа.
Публикуването на „Бардът“ оказва силно влияние върху развитието на английската поезия. Сочена като първата примитивистична поема на английски език, нейният успех вдъхновява ново поколение писатели да насочат вниманието си към уелски и скотски теми от далечното минало в движение, наричано Келтско възраждане.